# Naughty Dog
Naughty Dog, Inc. är ett spelutvecklingsföretag från USA med säte i Santa Monica, Kalifornien. Företaget grundades av Andy Gavin och Jason Rubin år 1986. Sedan 2001 har bolaget varit ett dotterbolag till Sony Computer Entertainment. Företagets största framgångar har varit spelserierna Crash Bandicoot, Jak and Daxter, Uncharted och senast The Last Of Us.

## Spel

### Som Jam Software
| Titel      | År   | Plattform            | Noter                                                |
| ---------- | ---- | -------------------- | ---------------------------------------------------- |
| Math Jam   | 1985 | Apple II             | Pedagogiskt spel                                     |
| Ski Crazed | 1986 | Apple II             | Skidåkningsspel känt under utvecklingen som Ski Stud |
| Dream Zone | 1987 | Apple IIGS Amiga DOS | Första plattformsoberoende spelet                    |

### Som Naughty Dog
| Titel                                  | År   | Plattform            | Gamerankings | Metacritic | Noter                                                                                      |
| -------------------------------------- | ---- | -------------------- | ------------ | ---------- | ------------------------------------------------------------------------------------------ |
| Keef the Thief                         | 1989 | Apple IIGS Amiga DOS |              |            | Första spel utvecklat av Naughty Dog                                                       |
| Rings of Power                         | 1991 | Sega Genesis         | 40,00%       |            | Nedlagt för PC                                                                             |
| Way of the Warrior                     | 1994 | 3DO                  |              |            | Vann Best Animation Award för ett 3DO-spel.                                                |
| Crash Bandicoot                        | 1996 | Playstation          | 80,40%       |            | Var det första icke-japanska spelet som fick en "Gold Prize" i Japan.                      |
| Crash Bandicoot 2: Cortex Strikes Back | 1997 | Playstation          | 88,54%       |            | En av de bästsäljande Playstation-spelen genom tiderna.                                    |
| Crash Bandicoot 3: Warped              | 1998 | Playstation          | 89,07%       | 91/100     | Var det första icke-japanska spelet som fick en "Platinum Prize" i Japan.                  |
| Crash Team Racing                      | 1999 | Playstation          | 91,78%       | 88/100     | Sista Crash Bandicoot spelet utvecklat av Naughty Dog.                                     |
| Jak and Daxter: The Precursor Legacy   | 2001 | Playstation 2        | 90,22%       | 90/100     | Första spelet som släpptes efter att företaget förvärvades av Sony.                        |
| Jak II: Renegade                       | 2003 | Playstation 2        | 87,90%       | 87/100     | Vann IGN Editor's Choice 2003.                                                             |
| Jak 3                                  | 2004 | Playstation 2        | 85,42%       | 84/100     | Spelet stod på 25:e plats på deras lista över de bästa Playstation 2-spelen genom tiderna. |
| Jak X                                  | 2005 | Playstation 2        | 76,96%       | 76/100     | Sista Jak and Daxter-spelet utvecklat av Naughty Dog.                                      |
| Uncharted: Drake's Fortune             | 2007 | Playstation 3        | 89,67%       | 88/100     | Vann IGN:s Best Action Game och Best PS3 game.                                             |
| Uncharted 2: Among Thieves             | 2009 | Playstation 3        | 96,43%       | 96/100     | Vann flera Årets spel-utmärkelser.                                                         |
| Uncharted 3: Drake's Deception         | 2011 | Playstation 3        | 91,78%       | 92/100     | Vann GameTrailers's Game of the Year.                                                      |
| The Last of Us                         | 2013 | Playstation 3        | 95,09%       | 95/100     | Vann över 200 Årets spel-utmärkelser.                                                      |
| The Last of Us Remastered              | 2014 | Playstation 4        | 95,70%       | 95/100     | Remasterutgåva av The Last of Us                                                           |
| Uncharted 4: A Thief's End             | 2016 | Playstation 4        | 92,71%       | 93/100     | Sista Uncharted-spelet utvecklat av Naughty Dog.                                           |
| Uncharted: The Lost Legacy             | 2017 | Playstation 4        | 86,64%       | 85/100     | En fristående expansion i Uncharted-serien                                                 |
| The Last of Us Part II                 | 2020 | Playstation 4        |              | 93/100     | Uppföljaren till The Last of Us.                                                           |
| The Last of Us Part I                  | 2022 | Playstation 5        |              | 88/100     | Remake av The Last of Us.                                                                  |
| The Last of Us Part IIRemastered       | 2024 | Playstation 5        |              |            |                                                                                            |